# Scopula analogia
Scopula analogia är en fjärilsart som beskrevs av Inoue 1954. Scopula analogia ingår i släktet Scopula och familjen mätare. Inga underarter finns listade.